# L'ultimo ebreo di Vinnitsa

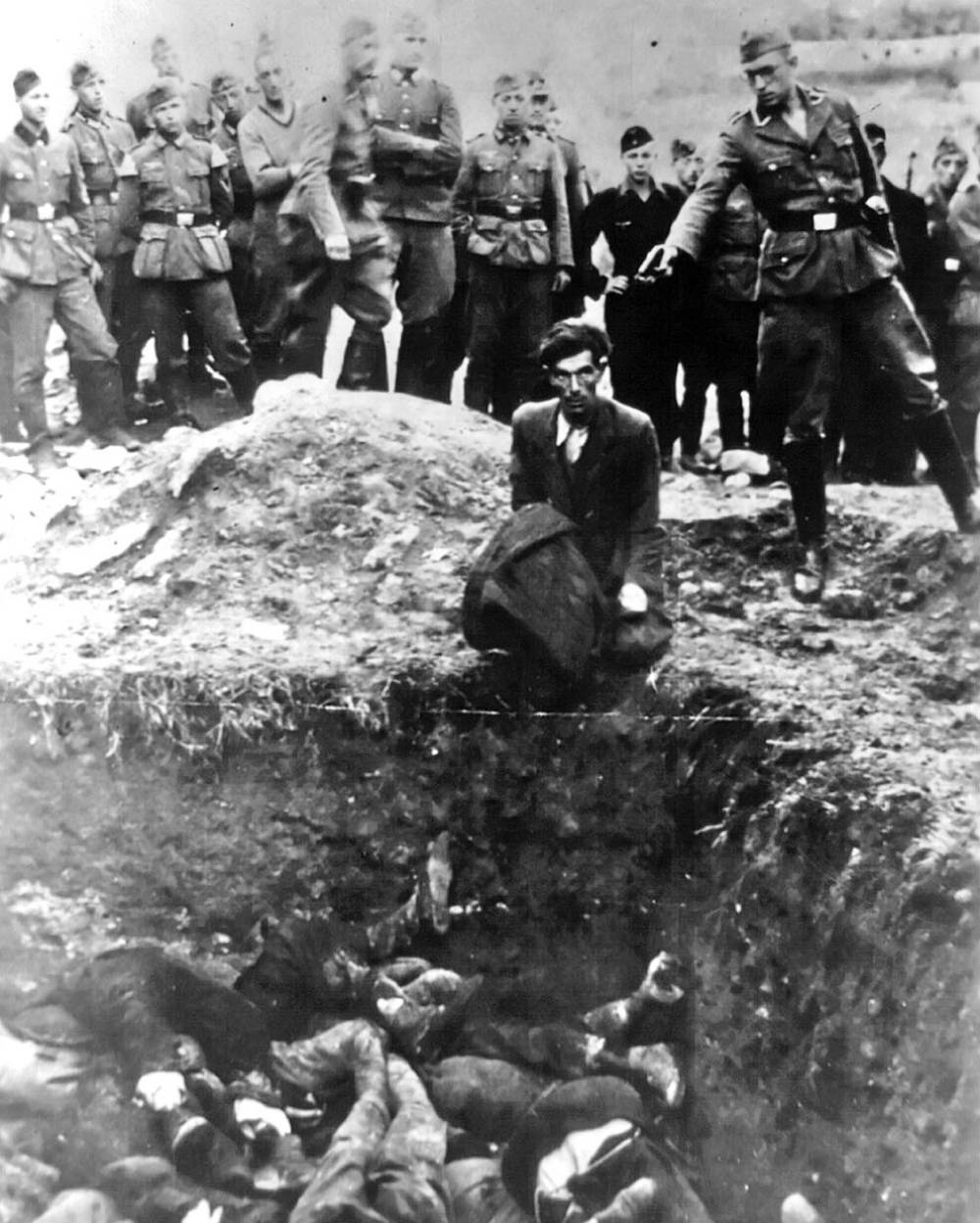
L'ultimo ebreo di Vinnitsa

L'ultimo ebreo di Vinnitsa (in tedesco: Der letzte Jude von Winniza) è una fotografia che cattura un episodio dell'Olocausto in Ucraina, precisamente a Vinnycja. Raffigura un soldato tedesco delle Einsatzgruppen che punta una pistola alla testa di un ebreo sconosciuto, seduto sul bordo di una fossa dove giacciono i corpi dei suoi compagni uccisi in precedenza. 
La fotografia, scattata da un tedesco che potrebbe essere stato coinvolto nell'uccisione di ebrei, è una delle fotografie più famose dell'Olocausto. Il nome della foto viene dalla breve descrizione presente nella foto originale.

## Contesto
La comunità ebraica di Vinnytsia, il centro dell'oblast di Vinnycja, aveva una storia lunga e antica. Nel 1939, all'inizio della seconda guerra mondiale, la popolazione ebraica di Vinnycja era di 33.150 persone, ovvero il 35,6% della popolazione totale della città. Durante la seconda guerra mondiale, il 19 luglio 1941, Vinnycja fu occupata dalla Wehrmacht. Parte della popolazione ebraica riuscì a fuggire insieme all'Armata Rossa in ritirata, tuttavia coloro che rimasero in città (ed erano la maggioranza) furono imprigionati in un  ghetto istituito nel quartiere ebraico di Jerusalimka (nome derivato da Jerusalem), e nella città fu creato uno Judenrat. Il 28 luglio 1941 i primi 146 ebrei furono fucilati a Vinnycja. Il 1º agosto le esecuzioni ripresero con l'uccisione di 25 intellettuali ebrei e il 13 agosto vennero uccise altre 350 persone. Il 5 e 13 settembre, in preparazione della "Soluzione finale della questione ebraica", 1.000 e 2.200 ebrei furono uccisi nel territorio di Vinnycja. Il 19-22 settembre furono fucilati circa 28mila ebrei, la maggior parte prigionieri nel ghetto di Vinnycja. Dopo il sequestro di oggetti di valore, gli ebrei furono spinti in ampi fossati scavati in anticipo in molti luoghi della città e fucilati, e gli omicidi furono registrati su pellicola. I battaglioni di polizia tedeschi e gli Einsatzgruppen presero parte alle esecuzioni con l'aiuto di collaboratori ucraini. Alcuni lavoratori specializzati ebrei, il cui lavoro era necessario per le autorità di occupazione tedesche, furono lasciati in vita. L'opportunità di utilizzare gli ebrei al lavoro fu contestata a causa del "pericolo" che avrebbe potuto comportare per la costruzione del quartier generale di Hitler. Al 1 gennaio 1943, durante il censimento furono identificati 5.000 ebrei, alcuni di loro portati a Vinnycja dalle regioni circostanti. Molti morirono di tifo e di fame ed anche i prigionieri di guerra ebrei furono uccisi. Il 16 aprile quasi tutti gli ebrei furono fucilati e il 25 agosto furono uccisi gli ultimi 150 specialisti ebrei rimasti in vita. Vinnycja fu dichiarata "libera dagli ebrei".

## Descrizione
La foto rappresenta i momenti precedenti l'esecuzione di un ebreo inginocchiato ai bordi di una fossa comune da parte di un membro dell'Einsatzgruppe D, reparto delle SS il cui compito principale, nella testimonianza resa nel corso del processo di Norimberga da Erich von dem Bach-Zelewski, era «l'annientamento di ebrei, zingari e avversari politici». La foto venne scattata tra il 16 settembre 1941 e il gennaio 1942: tra queste date si svolsero i tre maggiori massacri perpetrati dalle truppe naziste e dai collaborazionisti ucraini che portarono all'annientamento di 30 000 ebrei residenti a Vinnycja, che era divenuta parte del Reichskommissariat Ukraine dopo l'operazione Barbarossa. La foto venne resa pubblica nel 1961 durante il processo al gerarca nazista Adolf Eichmann da Al Moss, un ex prigioniero dei campi di concentramento nazisti trasferitosi a Chicago, che aveva ottenuto poco dopo la liberazione la foto da un membro della Third United States Army.
Nella foto viene inquadrata una fossa piena di corpi di persone appena uccise. Sul bordo c'è un ebreo sconosciuto inginocchiato in posa eretta. Con lo sguardo severo dei suoi occhi spalancati, l'ebreo guarda direttamente l'obiettivo, che cattura le sue labbra compresse, le guance infossate e una ciocca di capelli neri. Un soldato si prepara a sparargli. L'ebreo, che non mostra segni di resistenza, si distingue per la sua dignità. Allo stesso tempo, l'espressione sul volto di questo sconosciuto ebreo un secondo prima della morte non esprime orrore, ma disgusto per ciò che è stato fatto.
Sul retro della fotografia c'è un'iscrizione manoscritta - "L'ultimo ebreo di Vinnitsa" , da cui ha preso il nome. Nel 1942, in vista del completamento della costruzione del nuovo quartier generale del Führer, il Brigadeführer delle SS e il comandante dell'Einsatzgruppe Max Thomas ordinarono che gli ultimi ebrei "scomparissero" sia da Vinnycja che dalla stessa Ucraina prima dell'arrivo di Hitler. La didascalia potrebbe essere dovuta al fatto che questo fosse effettivamente l'ultimo ebreo di Vinnycja.

## Storia e percezione pubblica
La foto fu pubblicata per la prima volta nel 1961 dalla United Press International, che la ricevette da Al Moss di Chicago, Illinois. Moss, un ebreo nato nel 1910 a Szydłowiec, era stato prigioniero di diversi campi di concentramento, come Auschwitz, Riederloch, Allak. Nel maggio 1945 a Monaco di Baviera, poco dopo la liberazione della città da parte della 3ª Armata americana, Moss comprò un album fotografico di un soldato tedesco, dove si trovava questa foto. Moss decise di rilasciare la fotografia durante il processo di Eichmann in modo che le persone in tutto il mondo potessero sapere cos'era successo veramente. Successivamente, la fotografia fu ampiamente diffusa, in particolare fu pubblicata a piena pagina sul quotidiano ebraico "The Forward".
La fotografia è una delle immagini più famose e pubblicate dell'Olocausto, e provoca orrore, shock e compassione per le vittime del nazismo, anche se è stata scattata da un complice dei crimini nazisti e non dai loro accusatori.
Nel 1984 l'immagine fu riprodotta sulla copertina di Victim in Pain, il primo album della band hardcore punk Agnostic Front, dopodiché i membri furono accusati di razzismo: il cantante Roger Miret così spiegò la sua scelta: "Ho pensato, amico, questo deve essere reso pubblico in modo che la storia non si ripeta". Nel 2019 delle magliette con la stampa di questa foto iniziarono a essere vendute sul sito web della filiale del Regno Unito di Amazon, ma dopo che la cosa fu rivelata sui media, furono ritirate dalla vendita.